# Cédric Soares
Cédric Ricardo Alves Soares vagy egyszerűen Cédric Soares (Singen, 1991. augusztus 31. –) portugál válogatott labdarúgó, a São Paulo játékosa.

## Pályafutása
Soares nevelőklubjában, a Sportingban kezdte meg karrierjét, 2010-ben került fel a felnőtt csapathoz, és egészen 2015-ig állt a klub alkalmazásában, közben egyszer kölcsönben az Académicánál szerepelt. 
2015-ben Angliába igazolt a Southampton csapatához, 2019-ben pedig az olasz Internazionaléhoz került. 2020. január 31-én előbb kölcsön vették , öt bajnoki találkozón egy gólt szerzett és a Londoni klub június végén végleg megszerezte a portugál védőt a Southampton FC csapatától és hosszú távú szerződést írt alá az új klubjával.
2025. január 27-én három hónapra aláírt a brazil São Paulo csapatához, évre szóló hosszabbítási lehetőséggel.

## Sikerei, díjai

### Klubcsapatokban
Académica
- Portugál kupa : 2011–12

 Sporting CP
- Portugál kupa : 2014–15

 Arsenal
- Angol szuperkupa : 2020
- Emirates-kupa : 2022

### Válogatottal
Portugália
- Európa-bajnok: 2016

## Statisztikái

### Klubcsapatokban
Legutóbb 2020. július 21-én lett frissítve.
| Klub                        | Szezon         | League         | League | League | Nemzeti kupa | Nemzeti kupa | Ligakupa | Ligakupa | Nemzetközi kupa | Nemzetközi kupa | Összesen | Összesen |
| Klub                        | Szezon         | Bajnokság      | Mérk.  | Gólok  | Mérk.        | Gólok        | Mérk.    | Gólok    | Mérk.           | Gólok           | Mérk.    | Gólok    |
| --------------------------- | -------------- | -------------- | ------ | ------ | ------------ | ------------ | -------- | -------- | --------------- | --------------- | -------- | -------- |
| Sporting CP                 | 2010–11        | Primeira Liga  | 2      | 0      | 0            | 0            | 1        | 0        | 2               | 0               | 5        | 0        |
| Sporting CP                 | 2012–13        | Primeira Liga  | 13     | 1      | 0            | 0            | 3        | 0        | 7               | 0               | 23       | 1        |
| Sporting CP                 | 2013–14        | Primeira Liga  | 28     | 1      | 0            | 0            | 3        | 0        | —               | —               | 31       | 1        |
| Sporting CP                 | 2014–15        | Primeira Liga  | 24     | 0      | 3            | 0            | 0        | 0        | 7               | 0               | 34       | 0        |
| Sporting CP                 | Összesen       | Összesen       | 67     | 2      | 3            | 0            | 7        | 0        | 16              | 0               | 93       | 2        |
| Académica (kölcsönben)      | 2011–12        | Primeira Liga  | 24     | 0      | 5            | 0            | 0        | 0        | —               | —               | 29       | 0        |
| Sporting CP B               | 2012–13        | Segunda Liga   | 2      | 0      | —            | —            | —        | —        | —               | —               | 2        | 0        |
| Southampton                 | 2015–16        | Premier League | 24     | 0      | 0            | 0            | 2        | 0        | 1               | 0               | 27       | 0        |
| Southampton                 | 2016–17        | Premier League | 30     | 0      | 0            | 0            | 3        | 0        | 1               | 0               | 34       | 0        |
| Southampton                 | 2017–18        | Premier League | 32     | 0      | 4            | 1            | 0        | 0        | —               | —               | 36       | 1        |
| Southampton                 | 2018–19        | Premier League | 18     | 1      | 2            | 0            | 2        | 0        | —               | —               | 22       | 1        |
| Southampton                 | 2019–20        | Premier League | 16     | 0      | 1            | 0            | 2        | 1        | —               | —               | 19       | 1        |
| Southampton                 | Összesen       | Összesen       | 120    | 1      | 7            | 1            | 9        | 1        | 2               | 0               | 138      | 3        |
| Internazionale (kölcsönben) | 2018–19        | Serie A        | 4      | 0      | 1            | 0            | —        | —        | 4               | 0               | 9        | 0        |
| Arsenal (kölcsönben)        | 2019–20        | Premier League | 5      | 1      | —            | —            | —        | —        | 0               | 0               | 5        | 1        |
| Arsenal                     | 2020–21        | Premier League | 0      | 0      | 0            | 0            | —        | —        | —               | —               | 0        | 0        |
| Teljes karrier              | Teljes karrier | Teljes karrier | 226    | 4      | 17           | 11           | 16       | 5        | 26              | 15              | 285      | 6        |

1. ↑  Magában foglalja a Portugál kupán, az FA-kupán, az Olasz kupán való pályára lépeseit.
2. ↑  Magában foglalja a Portugál ligakupán, az Angol labdarúgó-ligakupán való pályára lépeseit.
3. ↑  Magában foglalja az Európa-ligában való pályára lépeseit.
4. ↑  Magában foglalja az öt pályára lépését az Európa-ligában és a két pályára lépését a Bajnokok ligájában.

### A válogatottban
| Nemzeti csapat | Év       | Mérk. | Gólok |
| -------------- | -------- | ----- | ----- |
| Portugália     | 2014     | 2     | 0     |
| Portugália     | 2015     | 6     | 0     |
| Portugália     | 2016     | 8     | 0     |
| Portugália     | 2017     | 9     | 1     |
| Portugália     | 2018     | 8     | 0     |
| Összesen       | Összesen | 33    | 1     |

## Külső hivatkozások
- Cédric Soares adatlapja a worldfootball.net oldalon (angolul)
- Cedric Soares (angol nyelven). arsenal.com
- Cédric Soares a National-football-teams.com oldalon